# Таркетти, Иджинио Уго
Иджинио Уго Таркетти (итал. Iginio Ugo Tarchetti, 1839, Сан-Сальваторе-Монферрато, провинция Алессандрия — 1869, Милан) — итальянский писатель, один из участников движения Скапильятура.

## Биография
Второе имя взял в честь Уго Фосколо. Готовился к военной карьере, но в 1865 прервал её по соображениям здоровья (открывшийся туберкулёз), переехал в Милан и полностью посвятил себя литературе. Как писатель складывался под влиянием Байрона, Гофмана и Эдгара По. Жил в крайней бедности. Отличался склонностью к одиночеству, меланхолии, болезненным фантазиям на темы рока, роковой красавицы и смерти, которыми отмечены и его произведения.

## Творчество
Главная его книга, психологический роман Фоска, соединяющий элементы французского натурализма в духе братьев Гонкур и символизм, который предвосхищает д’Аннунцио, публиковался как роман-фельетон в 1869 и остался незаконченным, его завершил друг писателя, также участник Скапильятуры Сальваторе Фарина.

## Произведения
- I canti del cuore (1865, лирическая проза)
- Paolina (1866, роман)
- Storia di una gamba (1867, новеллы)
- Una nobile follia (1867, роман)
- Racconti fantastici (1869, фантастические новеллы)
- Fosca (1869)
- Pensieri (1869, фрагменты)
- Disiecta (1879, стихотворения)

## Посмертная судьба
На стихи Таркетти писал романсы Франческо Паоло Фронтини. Его проза повлияла на творчество Луиджи Пиранделло и Дино Буццати, была отмечена Итало Кальвино. По роману «Фоска» Этторе Скола снял фильм «Любовная страсть» (1981). На английский его (как и сборник «Фантастические рассказы») перевёл Лоуренс Венути (1994), по нему Стивен Сондхейм написал мюзикл (1994), который, в свою очередь, стал основой телефильма Джеймса Лейпина «Страсть» (1996).
Именем Таркетти названа улица в Милане.